# Viola fischeri
Viola fischeri W.Becker – gatunek roślin z rodziny fiołkowatych (Violaceae). Występuje  naturalnie w Rosji – w Kraju Ałtajskim oraz Republice Ałtaju. 

## Morfologia
PokrójBylina dorastająca do 10–10 cm wysokości, tworzy kłącza. Pędy są płożące.
LiścieBlaszka liściowa ma kształt od podługowato-nerkowatego do okraglawego. Mierzy 1–2 cm długości oraz 0,4–1,2 cm szerokości, jest karbowana na brzegu, ma sercowatą nasadę i tępy wierzchołek. Ogonek liściowy jest nagi i ma 5 mm długości. Przylistki są owalne i osiągają 5 mm długości.
KwiatyPojedyncze, wyrastające z kątów pędów. Mają działki kielicha o równowąsko lancetowatym kształcie i dorastające do 5 mm długości. Płatki są odwrotnie jajowate, mają białą barwę oraz 10 mm długości, dolny płatek posiada obłą ostrogę.
OwoceTorebki mierzące 5-9 mm długości, o jajowatym kształcie.

## Biologia i ekologia
Rośnie w zaroślach, na łąkach i skarpach. Występuje na wysokości od 1000 do 1200 m n.p.m.